# Karl Schoenemann
Karl Gustav Albert Schoenemann (* 30. Januar 1900 in Reinstedt, Anhalt; † 1984) war ein deutscher Chemotechniker und Hochschullehrer. Er gilt als „wichtiger Wegbereiter für eine moderne universitäre Ausbildung in Technischer Chemie“ in Westdeutschland.

## Leben und Werk
Schoenemann studierte nach dem Schulabschluss an der Universität Halle-Wittenberg und promovierte zum Dr. phil. 1943 wurde er Lehrbeauftragter und kommissarischer Leiter des Instituts für chemische Technologie der Technischen Hochschule Darmstadt. Er beschäftigte sich speziell mit chemischer Technologie, Projektierung und Wirtschaftlichkeitsprüfung, Reaktionskinetik und chemischen Fabrikationsanlagen. 1965 wurde er emeritiert.